# Ibn al-Nafīs
Ibn al-Nafīs, pseudonimo di ʿAlāʾ al-Dīn Abū l-Ḥasan ʿAlī ibn Abī Ḥazm al-Qarshī al-Dimashqī (in arabo علاء الدين أبو الحسن عليّ بن أبي حزم القَرشي الدمشقي‎?; Damasco, 1213 – Il Cairo, 17 dicembre 1288), è stato un medico arabo musulmano.

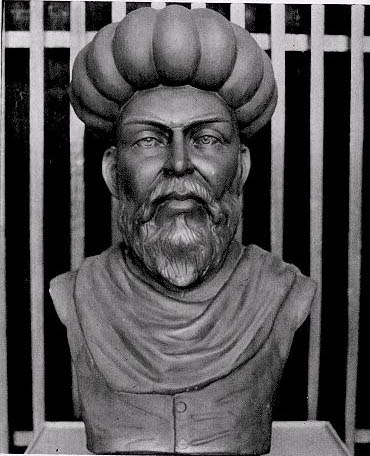
Statua moderna di fantasia di Ibn al-Nafīs.

Conosciuto come "il padre della fisiologia circolatoria", Ibn al-Nafīs (in arabo ﺍﺑﻦ ﺍﻟﻨﻔﻴﺲ‎?) è celebre per aver descritto per la prima volta in termini scientifici la circolazione polmonare del sangue.La teoria di Galeno del II secolo sulla fisiologia del sistema circolatorio rimase incontestata fino alle descrizioni di Ibn al-Nafis.  Il lavoro di Ibn al-Nafīs riguardante la parte destra della circolazione polmonare anticipò di molto il lavoro di William Harvey del 1628, il De motu cordis.
Come esperto di anatomia, Ibn al-Nafīs effettuò numerose dissezioni del corpo umano , facendo varie importanti scoperte nel campo della fisiologia e dell'anatomia. Oltre alla sua scoperta dei meccanismi che regolano la circolazione polmonare, egli effettuò varie scoperte relative alla circolazione coronarica e alla circolazione capillare, un contributo per il quale viene talora descritto come il "padre della fisiologia circolatoria".
Ibn al-Nafīs scrisse inoltre un libro dal titolo "Spiegazione delle medicine composte" (Sharḥ al-adawiyya al-markaba), commentando la parte del Canone di Avicenna dedicata alle droghe, tradotta poi in latino nel 1520 da Andrea Alpago.

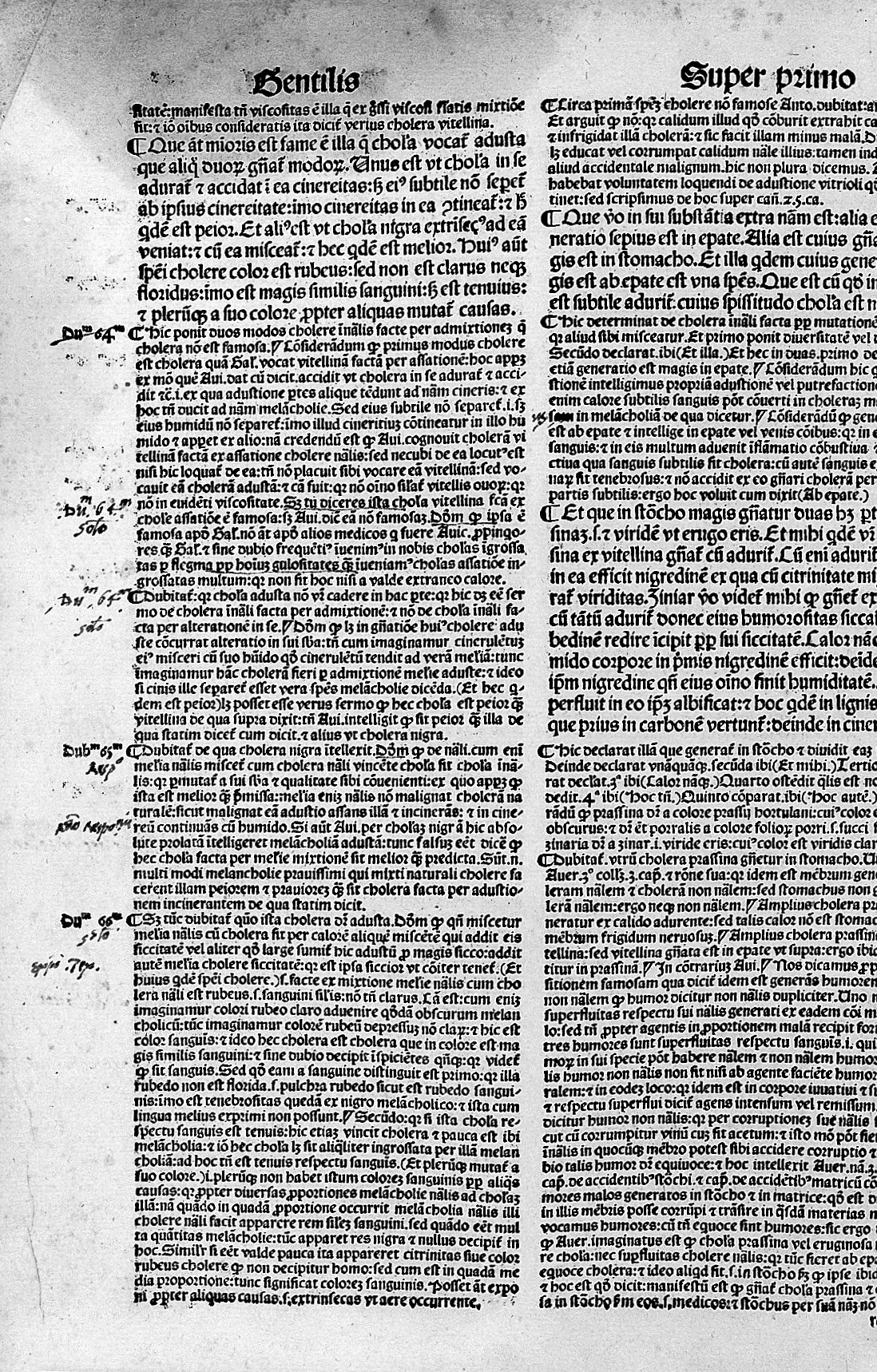
Foglio del Primus Avicennæ Canonis di Alpago.

Oltre agli studi di Medicina, Ibn al-Nafīs studiò giurisprudenza, letteratura e teologia. Era esperto del pensiero giuridico della scuola sciafeita. Il numero di testi medici scritti da Ibn al-Nafīs è valutato aggirarsi intorno a più di 110 volumi.

## Biografia
Ibn al-Nafīs nacque in una famiglia araba probabilmente di un villaggio vicino a Damasco, di nome Karashia. Nella prima parte della sua formazione intellettuale studiò teologia, filosofia e letteratura. Poi, a 16 anni, cominciò a studiare medicina, proseguendo per circa 10 anni nel Bīmāristān al-Nūrī Maḥmūd ibn Zankī (Norandino) a Damasco, così chiamato per essere stato voluto e finanziato nel XII secolo dal principe turco, già atabeg di Aleppo, diventato Sultano anche di Damasco.
Ibn al-Nafīs era coetaneo dell'altro famoso medico damasceno Ibn Abī Uṣaybiʿa ed entrambi si pensa abbiano creato di fatto la Scuola medica di Damasco assieme all'altro medico al-Dakhwar. Ibn Abī Uṣaybiʿa non cita tuttavia Ibn al-Nafīs nel suo apprezzato Dizionario biografico dei medici: gli ʿUyūn al-anbāʾ fī ṭabaqāt al-aṭibbāʾ. L'omissione, apparentemente intenzionale, potrebbe essere dipesa da animosità personale o da rivalità tra i due medici.
Nel 1236, Ibn al-Nafīs, con alcuni colleghi, si trasferì in Egitto su richiesta del Sultano ayyubide al-Malik al-Kāmil, nipote di Saladino. Ibn al-Nafīs fu nominato medico-capo dell'ospedale al-Nāṣirī, fondato dallo zio del sovrano e fondatore della dinastia, Saladino (chiamato al-Malik al-Nāṣir, "il Sovrano vincitore"), dove insegnò e praticò la scienza medica per numerosi anni. Uno dei suoi studenti più importanti fu il noto medico cristiano Ibn al-Quff (1233 – 1286), autore del primo trattato arabo di chirurgia.
Ibn al-Nafīs insegnò anche fiqh alla Madrasa al-Masrūriyya (in arabo المدرسة المسرورية‎?).
Ibn al-Nafīs visse la maggior parte della sua vita in Egitto, e fu testimone di avvenimenti particolarmente importanti, come l'assedio mongolo di Baghdad del 1258 e l'ascesa dei Mamelucchi. Divenne medico personale del Sultano Baibars e di altri eminenti esponenti politici. 

Nel prosieguo della sua vita, quando aveva 74 anni, Ibn al-Nafīs ricevette la nomina di medico-capo dell'ospedale da poco fondato dal Sultano mamelucco Sayf al-Dīn Qalāwūn al-Alfi al-Manṣūr - più semplicemente Qalāwūn - il Bīmāristān al-Manṣūrī, in cui operò per il resto della sua vita.
Ibn al-Nafīs morì al Cairo dopo soli 6 giorni di malattia. Il suo studente, Safī Abū l-Fatḥ, gli dedicò un poema Prima di morire Ibn al-Nafīs donò la sua abitazione e la sua ricca biblioteca al Bīmāristān fondato per volere del Sultano mamelucco, figlio di Qalāwūn, al-Nāṣir Muḥammad b. Qalāwūn, che si usava chiamare anche "Casa del Ricovero".

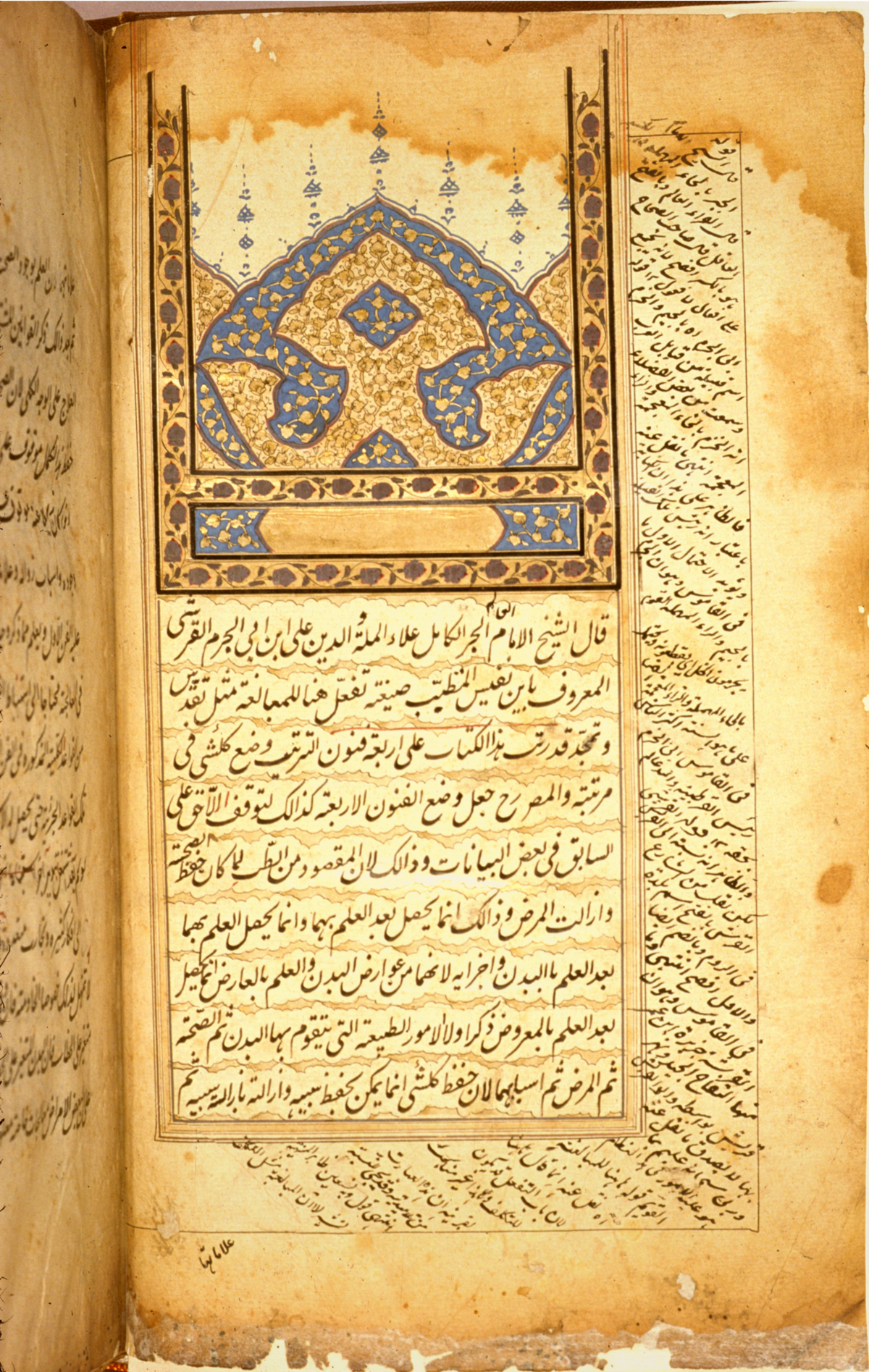
La pagina iniziale di uno dei lavori medici di Ibn al-Nafīs, Copia probabilmente realizzata in India nel corso del XVII o XVIII secolo.

## Opere scelte
- L'opera più importante è l'al-Shāmil fī l-ṣināʿa al-ṭibbiyya (in arabo الشامل في الصناعة الطبية‎?, "Il libro comprensivo sulla scienza medica"), inizialmente previsto per ospitare 300 enciclopedie mediche presenti nel mondo islamico, di cui però Ibn al-Nafīs riuscì a completare fino alla morte solo 80 titoli.
- Sharḥ tashrīḥ al-Qānūn (in arabo شرح تشريح القانون‎?, commentario sull'anatomia del Libro I e II del Kitab al-Qānūn fī ṭibb di Avicenna), pubblicato da Ibn al-Nafīs ad appena 29 anni.
- Commentario di Sulla natura dell'uomo (Περὶ Φύσιος Ἀνθρώπου) di Polibo, ma attribuito a Ippocrate. Conservato nella United States National Library of Medicine di Bethesda (Maryland).
- (in arabo شرح فصول أبقراط‎?, Sharḥ fuṣūl Ibuqrāṭ), commentario su Ippocrate. Manoscritto conservato a Berlino.
- al-Mūjaz fī l-Ṭibb (in arabo الموجز في الطب‎?, “Sommario di Medicina”); breve schizzo di Medicina, molto popolare nella cultura islamica, tradotta in Lingua ebraica e in lingua turca.
- Al-mukhtār fī l-aghdhiya, "Il libro sulla scelta dei pasti" (in arabo المختار في الأغذية‎?), libro di dietetica.[14]
- Bughyat al-ṭālibin wa ḥujjat al-mutaṭabbibīn (in arabo بغية الطالبين وحجة المتطببين‎?, “Per gli studenti e per vagliare chi deve diventare medico”); libro sulla diagnosi delle malattie, e di attuazione di pratiche chirurgiche.[15]